# 雅克萨
雅克萨也作雅克塞（转写：Yaksa；达斡尔语：《达汉对照词典》记音符号），俄文名阿尔巴津（清史稿中称阿勒巴沁）或阿尔巴津诺，是俄罗斯帝国在向东扩张中在外东北建立的最初的据点，位于黑龙江与额木尔河交界口东岸，西岸为今中国黑龙江省呼玛县。现该地为俄罗斯聯邦阿穆尔州阿尔巴津诺。

## 历史

### 早前历史
雅克萨距黑河旧城（旧称黑龙江城）西北一千三百馀里，城东有提咸河湾城，满语意为“涮塌了的江湾子”。此城本是索伦部达斡尔族所筑的木城，为乌鲁苏穆丹屯长博穆博果尔所占。1639年（崇德四年）博穆博果尔反叛，皇太极遣萨木什喀、索海等人平叛，攻克了雅克萨和兀库尔，并将此地夷为平地。

### 中俄的反复争夺

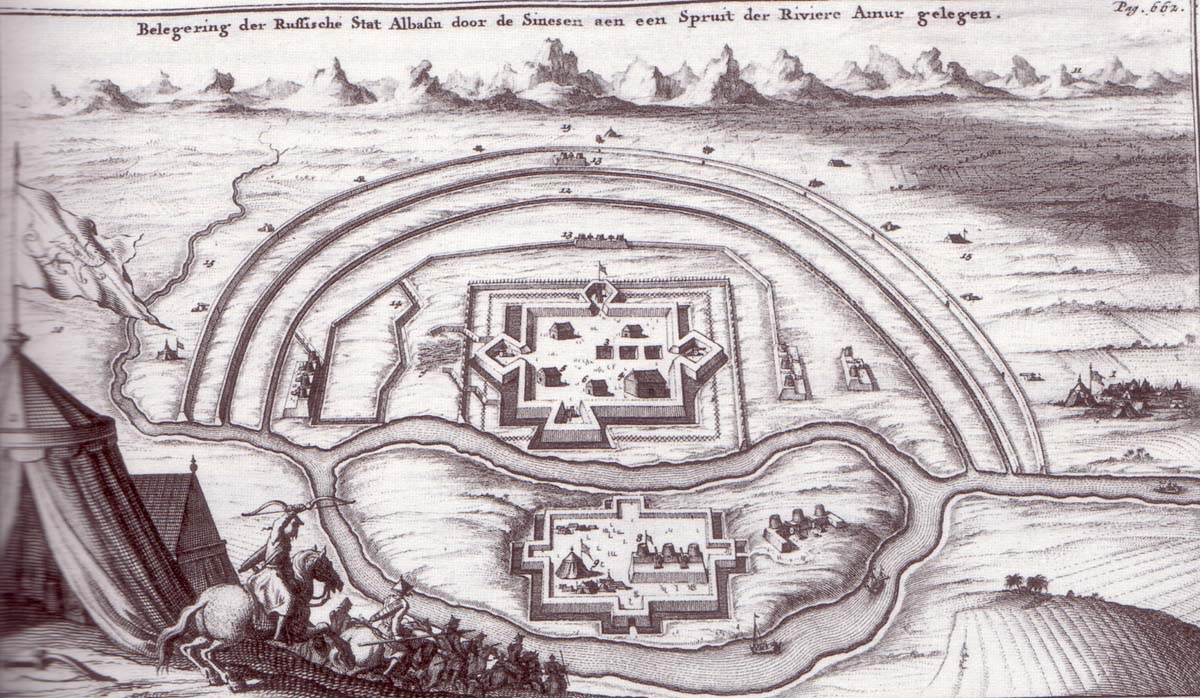
清军围攻雅克萨之图

1640年代到1651年，在哈巴罗夫带领之下，一群哥萨克人来到雅克萨并重建此城，命名为阿尔巴津。1658年清军打败了奥努弗里·斯捷潘诺夫率领的驻军，重占雅克萨。但1665年（康熙四年），波蘭人尼基弗尔·切尔尼戈夫斯基再次重占雅克萨，建立独立政权，直到1674年转由俄国直接统治。1682年，俄国在此建立了阿尔巴津督军区并以此为据点活动，激怒了康熙帝。1685年清军围攻雅克萨并重獲該城。但清军撤军后俄军马上重占此城。第二年康熙帝命黑龙江将军萨布素再次围困雅克萨。终于在1689年清俄双方签订了《尼布楚条约》，确认了清朝对于雅克萨的主权。

### 终归俄国
1858年，俄国东西伯利亚总督穆拉维约夫与清朝黑龙江将军奕山签订了《瑷珲条约》，重新将雅克萨划给俄国。虽然当时清政府并未批准该条约，但两年后在《中俄北京条约》中予以确认。从此雅克萨的主权未再发生变化，并使用“阿尔巴津”一名。